# Acetyliertes Distärkeadipat
Acetyliertes Distärkeadipat ist ein Derivat der Stärke, das zu den Stärkeestern gehört. Diese modifizierte Stärke zählt zu den Lebensmittelzusatzstoffen und ist in der Europäischen Union als E 1422 zugelassen.

## Herstellung

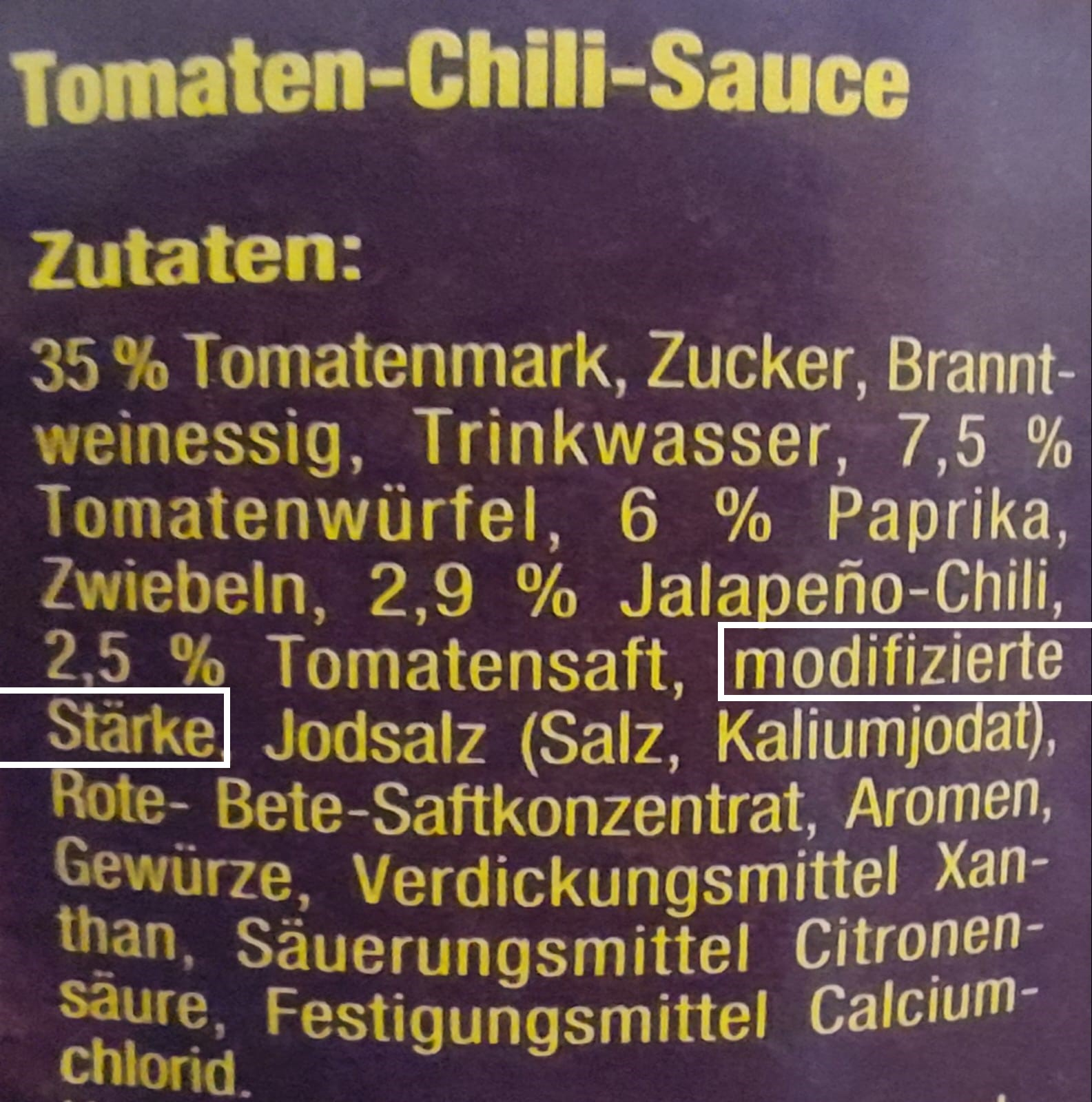
Allgemeine Inhaltsstoffangabe von modifizierter Stärke

Die Herstellung erfolgt mithilfe der acetylierten Stärke und Adipinsäure.

## Eigenschaften
Im Gegensatz zur acetylierten Stärke hat das Distärkeadipat einen Vorteil. Es besitzt eine stärkere Fähigkeit zur Bildung zäher Massen und hat eine starke Verdickungswirkung. Zudem ist es beim Auftauen und Einfrieren stabil.

## Verwendung
Das acetylierte Distärkeadipat dient als Verdickungsmittel und alsTrägerstoff für Aromen. Es wird bei der Herstellung von Desserts, Backwaren und deren Füllungen sowie für Käsezubereitungen, Suppen, Saucen und Tiefkühlprodukten verwendet.

## Rechtliche Situation

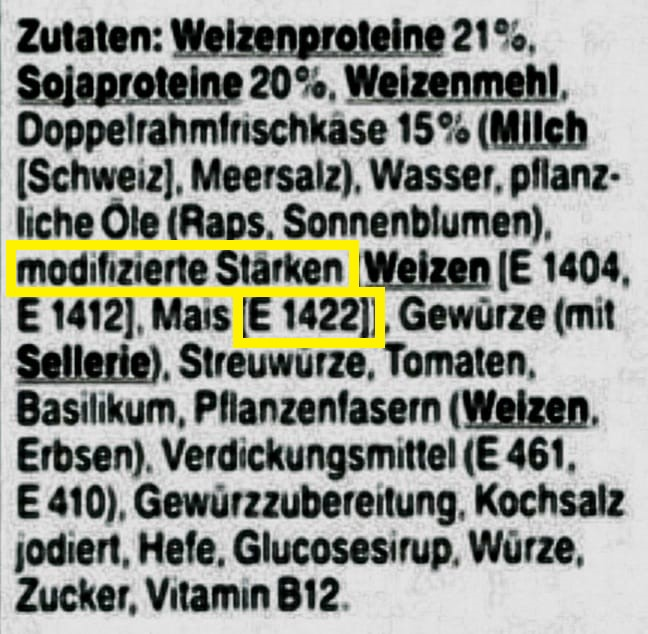
Präzise Inhaltsstoffangabe von E 1422

In der Europäischen Union sind die Lebensmittelzusatzstoffe gemäß Anhang II der Verordnung (EG) Nr. 1333/2008 (Stand August 2021) sowie in der Schweiz, gemäß der Zusatzstoffverordnung (ZuV) (Stand: Juli 2020) aufgelistet. Das acetylierte Distärkeadipat ist weiterhin zugelassen.

## Gesundheitliche Risiken
Da das Distärkeadipat wie natürliche Stärke verdaut wird, gilt sie als gesundheitlich unbedenklich. Es existiert keine Angabe für die erlaubte Tagesdosis. In Säuglingsnahrung und Kleinkindnahrung gibt es jedoch eine Höchstmengenbeschränkung.